# Hvalers kommun
Hvalers kommun (norska: Hvaler kommune) är en ökommun i Østfold fylke i sydöstra Norge. Den ligger längst nordöst i Skagerrak och gränsar (genom maritim gräns) till Færders kommun i väster, Fredrikstads kommun i norr, Haldens kommun i öster samt Strömstads kommun i Sverige i sydöst.
Kommunens centralort är tätorten Skjærhalden på ön Kirkøy. Några andra större öar är Vesterøy, Spjærøy och Asmaløy.Kommunen har fast förbindelse genom fylkesväg 108, som genom Hvalertunneln och ett antal broar förbinder centralorten med staden Fredrikstad.

## Administrativ historik
Hvalers kommun upprättades den 1 januari 1838 (som Hvaler formannskapsdistrikt) när Formannskapslovene från 1837 trädde i kraft. Kommunens gränser har förblivit oförändrade sedan dess.

## Tätorter
I Hvalers kommun finns fem tätorter:
- Hauge
- Norderhaug
- Rød
- Skjærhalden (centralort)
- Utgård

## Socknar
Inom Norska kyrkan motsvaras Hvalers kommun av Hvalers socken i Fredrikstads domprosteri i Borgs stift.